# RAF Coastal Command
Das RAF Coastal Command war das Küstenkommando der britischen Royal Air Force (RAF).

## Geschichte
Am 15. September 1919 wurde innerhalb der RAF das Küstengebiet (RAF Coastal Area) gegründet, das ihr Hauptquartier in Thurloe Place 4 im Londoner Stadtteil Kensington hatte. Bereits am 21. Juni 1920 wurde das Hauptquartier zum Tavistock Place 33–34 verlegt, ehe schließlich Lee-on-the-Solent in Hampshire das Hauptquartier der RAF Coastal Area wurde. Das Kommando war zuständig für U-Jagd, Handelskrieg, Luftaufklärung und luftunterstützte Wasserrettung.
Am 1. Mai 1936 wurde die RAF Coastal Area in RAF Coastal Command umbenannt und das Hauptquartier am 8. August 1939 nach Eastbury Park in Northwood in Middlesex verlegt.
Während des Zweiten Weltkrieges folgten Einsätze im Norwegenkrieg, an den Kriegen um Belgien, die Niederlande und Frankreich, der Luftschlacht um England sowie der Atlantikschlacht.
Das RAF Costal Command etablierte erfolgreich eine Operations Research Einheit die der Führung beratend zur Seite stand. Federführend für deren Aufbau war der spätere Nobelpreisträger Patrick Blackett. Durch die verschiedenen Maßnahmen konnte die Effektivität der Flugzeugangriffe auf deutsch U-Boote massiv verbessert werden. Fast bis zum Ende des Krieges gab es Konflikte mit RAF Bomber Command um die Zuteilung von Langstreckenflugzeugen wie zum Beispiel der B24.
Im Zweiten Weltkrieg gehörten im Wesentlichen die No. 15 (General Reconnaissance) Group, die No. 16 (General Reconnaissance) Group, die No. 17 (Training) Group, die No. 18 (General Reconnaissance) Group sowie später noch die  No. 19 (General Reconnaissance) Group, die Luftstreitkräftehauptquartiere in Gibraltar und Island (AHQ Gibraltar und AHQ Iceland) zum RAF Coastal Command, ehe ab dem 6. Juni 1944 noch die No. 106 Group RAF und die No. 247 Group RAF hinzukamen.
Nach Kriegsende folgten Einsätze bei der Berliner Luftbrücke während der Berlin-Blockade, aber auch im Rahmen von Aufklärungsflügen während des Kalten Krieges.
Am 28. November 1969 wurde das RAF Coastal Command als eigenständiges Kommando aufgelöst und ging als No 18 (Maritime) Group im Luftwaffenangriffskommando (RAF Strike Command) auf.

## Befehlshaber

### Oberkommandierende derRAF Coastal Area
| Amtszeitbeginn     | Dienstgrad       | Amtsinhaber                 |
| ------------------ | ---------------- | --------------------------- |
| 15. September 1919 | Air Commodore    | Vyell Vyvyan                |
| 1. September 1924  | Air Vice Marshal | Francis Rowland Scarlett    |
| 14. Mai 1928       | Air Vice Marshal | Charles Laverock Lambe      |
| 1. Oktober 1931    | Air Vice Marshal | Robert Clark-Hall           |
| 18. August 1934    | Air Commodore    | Napier Gill (kommissarisch) |
| 1. Oktober 1934    | Air Vice Marshal | Arthur Longmore             |

### Oberkommandierende desRAF Coastal Command
| Amtszeitbeginn    | Dienstgrad        | Amtsinhaber                         |
| ----------------- | ----------------- | ----------------------------------- |
| 14. Juli 1936     | Air Marshal       | Arthur Longmore                     |
| 1. September 1936 | Air Marshal       | Philip Joubert de la Ferté          |
| 18. August 1937   | Air Marshal       | Frederick Bowhill                   |
| 14. Juni 1941     | Air Chief Marshal | Philip Joubert de la Ferté (2. Mal) |
| 5. Februar 1943   | Air Marshal       | John Slessor                        |
| 20. Januar 1944   | Air Chief Marshal | Sholto Douglas                      |
| 30. Juni 1945     | Air Marshal       | Leonard Slatter                     |
| 1. November 1948  | Air Marshal       | John Baker                          |
| 1. Januar 1950    | Air Marshal       | Charles Steele                      |
| 8. Juni 1951      | Air Marshal       | Alick Stevens                       |
| 15. November 1953 | Air Marshal       | John Boothman                       |
| 5. April 1956     | Air Marshal       | Brian Reynolds                      |
| 1. Juni 1959      | Air Marshal       | Edward Chilton                      |
| 10. August 1962   | Air Marshal       | Anthony Selway                      |
| 22. Januar 1965   | Air Marshal       | Paul Davie Holder                   |
| 2. September 1968 | Air Marshal       | John Lapsley                        |
| 28. November 1969 |                   | Auflösung des RAF Coastal Command   |

## Hintergrundliteratur
- Ashworth, Chris: RAF Coastal Command: 1936–1969, Patrick Stephens Ltd, 1992, ISBN 1-85260-345-3